# Đulin ponor
Đulin ponor ili Dobrin ponor ponor je rijeke ponornice Dobre u Ogulinu. Kanjonom svoj tok završava rijeka Dobra. Do sada je istraženo čak 16 396 metara sustava.

## Ime
Đulin ponor dobio je ime po rijeci Đuli, što je stariji naziv za rijeku Dobru na tom području. Đulin ponor je dakle ponor rijeke Đule odnosno rijeke Dobre.
Također treba uočiti da se Ogulin u nekim starijim povijesnim izvorima naziva Đulin grad što ukazuje na povezanost imena grada i rijeke. Moguće je dakle da se rijeka Đula (danas Dobra) u još starija vremena zvala Ogula te da je grad izgrađen iznad njenog ponora zato dobio ime Ogulin grad.
Pretpostavlja se da bi ime Ogulin moglo potjecati od latinskog izraza ob gula ('ždrijelo, ponor'). Kasnije je Ogulin grad skraćeno u Đulin grad po kojemu je onda rijeka Đula dobila ime. 

## Legenda
Postoji legenda da je ponor dobio ime po mladoj djevojci Đuli koja je u 16. st. živjela u Ogulinu. Legenda kaže da su Đulu roditelji obećali starijem plemiću za ženu. U to doba su se vodile velike bitke s Turcima, te je u Ogulin stigao mladi krajiški kapetan Milan Juraić. Milan je branio frankopansku utvrdu u Tounju. Prema legendi, Milan i Đula su se zaljubili na prvi pogled. No, Milan je umro u jednoj od bitaka s Turcima. Čuvši za tu vijest, Đula se zbog nesretne ljubavi bacila u ponor rijeke Dobre, te od tada Ogulinci zovu taj ponor Đulinim ponorom.

### Kritika
Legenda o djevojci Đuli temelji se na činjenici da jedna od pukotina na stijeni iznad Đulinog ponora ima oblik ženskog lica gledanog iz profila. Na temelju te pukotine nastala je legenda o djevojci koja se zbog nesretne ljubavi bacila u smrt. Pored te pukotine nalazi se još nekoliko pukotina i izbočina na stijeni koje zajedno tvore lik brkatog muškarca. Taj lik predstavlja lice muškarca zbog kojeg se Đula navodno bacila u ponor.
Legendu o djevojci Đuli može se slobodno svrstati među proizvode ogulinske mašte kao što su: vještice (i vile) na Kleku, Klečka špilja, vilinska voda, zmaj sa Šmitovog jezera te bajke Ivane Brlić-Mažuranić. Stanovnici Ogulina inače žele stvoriti o svome gradu turističku sliku kao "Ogulin - grad bajki".

## Vanjske poveznice
- Kulturni turizam Legenda o Đulinu ponoru

### Sestrinski projekti
|  | Zajednički poslužitelj ima još gradiva o temi Đulin ponor                                     |
|  | Wikizvor ima izvorni tekst Fotografijske slike iz Hrvatske; Gjulin ili Dobrin ponor u Ogulinu |

### Mrežna sjedišta
- Špiljski sustav Đulin ponor - Medvedica[neaktivna poveznica]
- Grad Ogulin - Povijesni pregled
- Đulin grad, Klečke vještice, Šmitovo jezero  Arhivirana inačica izvorne stranice od 24. rujna 2015. (Wayback Machine)
- Hrvatski mitovi i legende: Đulin ponor – legenda o vili  Arhivirana inačica izvorne stranice od 22. prosinca 2014. (Wayback Machine)
- Klečka špilja  Arhivirana inačica izvorne stranice od 15. travnja 2015. (Wayback Machine)
- Vilinska voda  Arhivirana inačica izvorne stranice od 28. ožujka 2015. (Wayback Machine)